# 希斯尼·卡博
希斯尼·卡博（1915年3月4日—1979年9月23日）是阿尔巴尼亚社会主义人民共和国的政治家，曾任阿尔巴尼亚劳动党中央政治局委员、书记处书记，阿尔巴尼亚部长会议第一副主席、外交部副部长、农业部部长。

## 生平
希斯尼·卡博1915年出生于发罗拉区特巴泽村的农民家庭，于1941年加入阿尔巴尼亚劳动党，出任发罗拉州委政治书记。二战期间历任游击队政治委员、指挥部政治委员、旅政治委员、团政治委员。1943年出任阿爾巴尼亞勞動黨中央委员。1944年出任民主阵线秘书长。1945年出任驻南斯拉夫大使。1946年出任阿爾巴尼亞勞動黨中央政治局委员。1947年出任外交部副部长。1950年出任农业部长。1953年兼任部长会议副主席。1954年出任部长会议第一副主席。1956年出任阿爾巴尼亞勞動黨中央书记处书记。1959年及1967年两次访问中国。1960年6月，出席共产党和工人党布加勒斯特会议。1979年在巴黎病逝。